# Who is Erin Carter?
Who is Erin Carter? (ursprungligen benämnd Palomino) är en brittisk äventyrs- och kriminalserie från 2023. Serien är regisserad av Ashley Way, Savina Dellicour och Bill Eagles efter ett manus av Jack Lothian. Serien, vars första säsong består av sju avsnitt, spelades in under perioden maj till oktober 2022, och ägde huvudsakligen rum i Barcelona. I huvudrollen som Erin ses Evin Ahmad. Serien hade premiär den 24 augusti 2023 på Netflix.

## Handling
Serien kretsar kring den brittiska mamman, hustrun och läraren Erin Collantes som blir vittne till ett rån i Spanien. När en av rånarna verkar känna igen henne riskerar hennes verkliga bakgrund att bli känd.

## Rollista i urval
- Evin Ahmad - Erin Collantes
- Sean Teale - Jordi
- Douglas Henshall - Daniel Long
- Susannah Fielding - Olivia
- Charlotte Vega - Penelope
- Indica Watson - Harper
- Denise Gough - Lena Campbell
- Pep Ambros - Emilio
- Jake Fairbrother - Bruno